# Calle San Martín (Santiago de Chile)
La calle San Martín es una vía urbana del centro de la ciudad de Santiago, Chile. De sentido norte a sur une las avenidas Balmaceda y Libertador General Bernardo O'Higgins.

## Historia

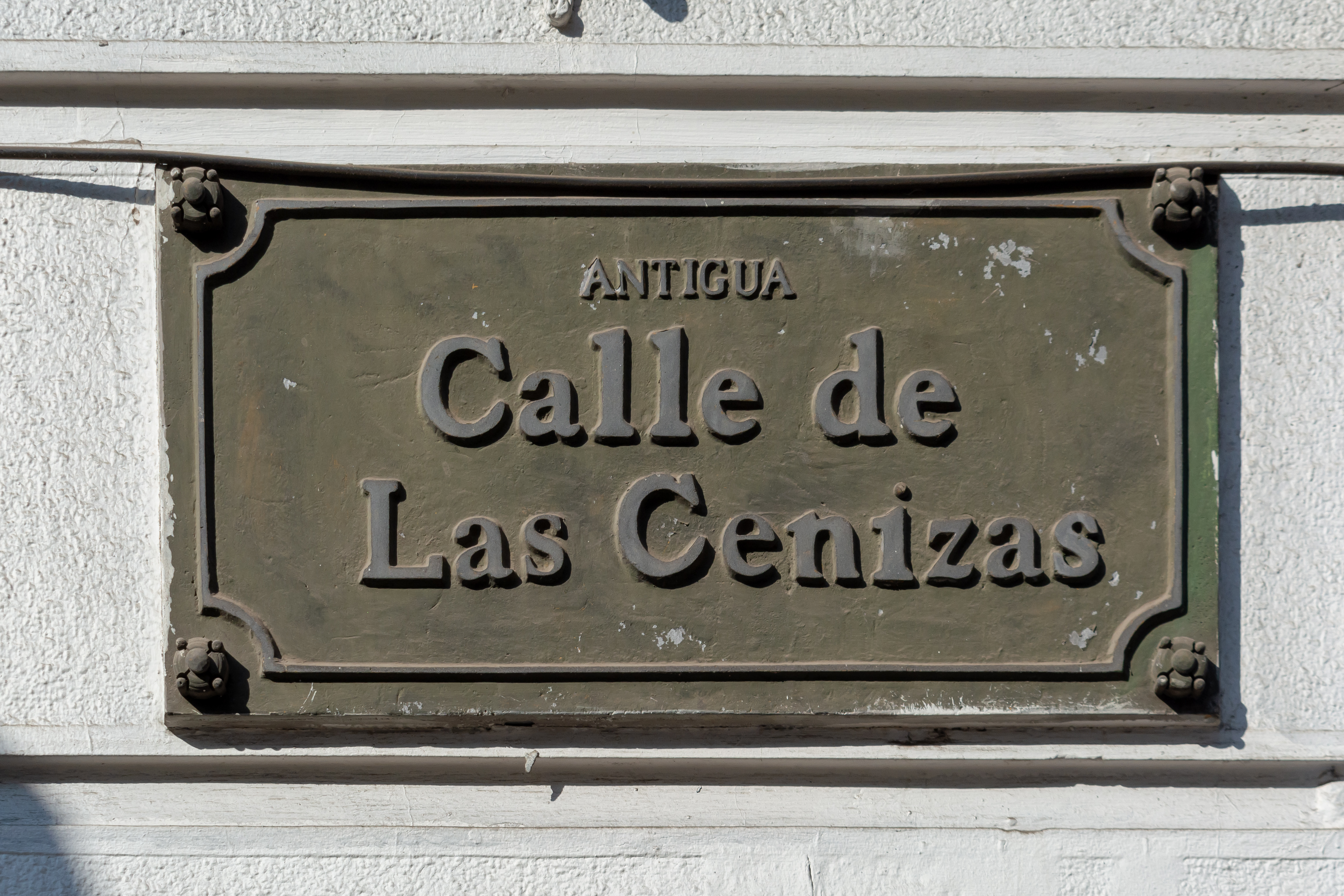
Placa con la denominación de calle de las Cenizas.

En 1575 terminó la construcción de la antigua capilla de San Lázaro, en la esquina de la Cañada con esta calle recién abierta. Tomó el nombre de «calle de las Cenizas» debido a las cenizas arrojadas por los ahumadores de pescado y jamones frente a la iglesia de Santa Ana, por ese entonces sector periférico de la ciudad. Estas cenizas cubrieron los cuerpos de las víctimas de la epidemia de 1779.
El 20 de enero de 1825 el intendente Francisco de la Lastra dictó un decreto que cambió el nombre de la calle por el de «Cocharcas», en recuerdo al combate ocurrido el 27 de noviembre de 1820 en contexto de la guerra a muerte, última fase de la independencia de Chile. Tiempo después la calle adquirió su nombre en homenaje al general José de San Martín.
La capilla de San Lázaro permaneció en el lugar hasta el siglo xix, cuando en su lugar se construyó el palacio Rivas. La edificación de estas grandes residencias continuó en la vía en el sector cercano con la intersección de la Alameda. Esto contrastaba con el tramo norte de la calle, próximo a la estación Mapocho y a la Cárcel Pública de Santiago, donde existía una abundancia de tabernas y prostíbulos.